# ジルケル鉱
ジルケル鉱(Zirkelite)は、組成(Ca,Th,Ce)Zr(Ti,Nb)2O7の酸化鉱物である。整った細かい立方晶を形成する。黒色、茶色または黄色で、モース硬度は5.5、比重は4.7である。
ジルケル鉱は、1895年にブラジルで発見された。ドイツの記載岩石学者フェルディナント・ツィルケルの名前に因んで命名された。
サンパウロのジャクピランガで産出したカーボナタイトから発見された。カナダ、カザフスタン、ノルウェー、ロシア、南アフリカ共和国、イギリス、アメリカ合衆国でも見つかっている。